# Kotokan (Citrus)
Hybride
Classification APG III (2009)
Kotokan est un agrume cultivé en Chine, à Taïwan et au Japon. La production est anecdotique, pas encore séquencé (2024), cet hybride complexe n'a pas encore de phylogénie certaine.

## Dénomination
Bunzō Hayata donne le nom japonais 虎頭柑 (Kôtôkan, kotōkan). L'inventaire du Citrus Germplast de Taïwan donne comme nom commun bigarade Kotokan, le japonais コトカン (kotokan), anglais Kotokan sour orange. En Chinois 虎頭柑 (Hǔ tóu gān) avec 虎頭 (Hǔ tóu) = tête de tigre, signifie mandarine à tête de tigre.
Citrus kotokan Hayata (1919) est décrit dans Icones plantarum formosanarum nec non et contributiones ad floram formosanam p.30. Citrus xkotokan Hayata (1919) est généralement admis comme synonyme de Citrus grandis var. kotokan (Hayata) Karaya et de Citrus nobilis subf. kotokan (Hayata) M. Hiroe dans Forest Pl. Hist. Jap. Islands (1974). Ceci montre les hésitations des descripteurs sur la phylogénie, Hayata lui même ne prend pas de risque et écrit «Il s'agit très probablement d'un hybride entre C. aurantium, C. sinensis, C. nobilis et C. grandis».
R. Cottin (1997) utilise l'orthographie Koto-kan

## Description
L'arbre est petit environ 4 à 5 m de hauteur. Les fruits globuleux sont gros, ils mesurent 7 à 8 cm de haut et 11 cm de diamètre, le mésocarpe épais (partie blanche) est solide. Les feuilles sont grandes et coriaces (10 cm de long).

### Phylogénie

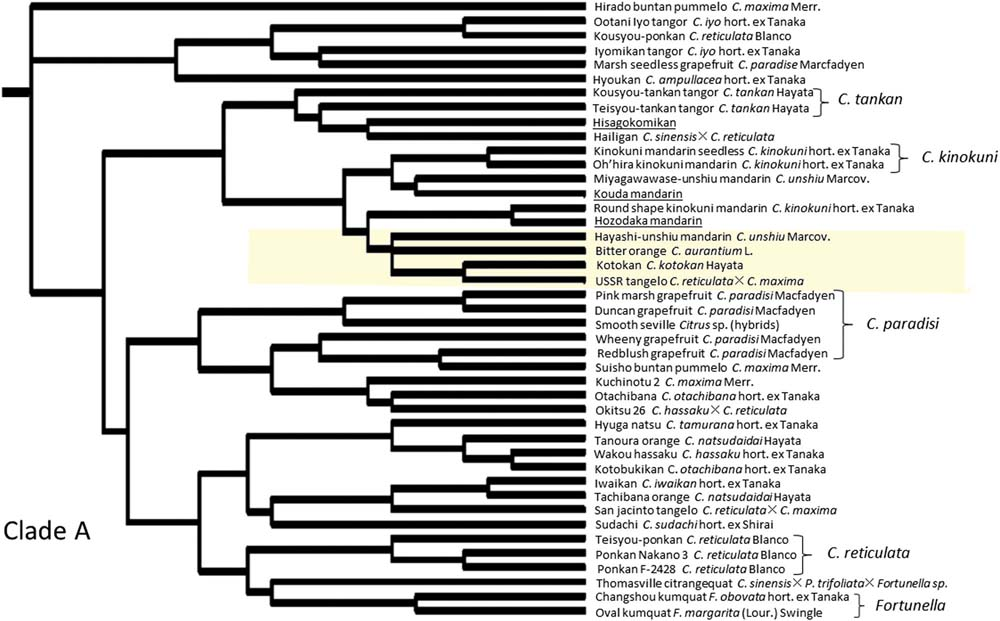
Kotokan dans le clade A des distances entre agrumes sur la base du polymorphisme d'insertion du rétrotransposon CIRE1

Akira Horibata et Tsuneo Kato (2020) ont construit un dendrogramme avec distances génétiques sur la base d'un rétrotransposon où Kotokan est classé proche de USSR tangelo (origine inconnue) qui est un hybride de Satsuma × pamplemousse (C. maxima x C. reticulata), de C. aurantium (la bigarade) et de la Satsuma (C. unshiu Marc.) 'Hayashi' une mandarine tardive et acide de qualité moyenne.
Une population de 4 non classés (Hisagokomikan, mandarine 'Kouda', mandarine 'Hozodaka' et tangelo USSR) est positionnées près du groupe 'Hailigan' (C. sinensis × C. reticulata), mandarine satsuma  'Miyagawawase' (C. unshiu), mandarine Kinokuni (C. kinokuni) et Kotokan.

### Culture et utilisation
A TaÏwan dans les villages proches de la ville de Taichung le fruit est produit à petite échelle dans les jardins domestiques pour le propre usage des producteurs ou pour les offrir en cadeaux. Le fruit y est décrit jaune orangé, énorme, aplati, sphérique, la peau est rugueuse et très épaisse la pulpe a un goût acide. Le fruit facile à peler est creusé, évidé de sa pulpe puis rempli de thé sec et enfin noué avec une ficelle. L'ensemble est mis à sécher, le thé nommé 酸柑茶的 (Suān gān chá) thé à l'agrume prend ainsi le parfum du Kotokan et une légère amertume. Il aurait des vertus médicinales et est une spécialité des villages Hakka.
Dans le canton de Shitan la pulpe des mandarines à tête de tigre sont mangées avec de la sauce soja.
Au Japon il est utilisé comme porte-greffe.

### Cultivars
2 cultivars sont mentionnés (1989) à Taïwan:
- 虎頭柑紅肉 (Hǔ tóu gān hóng ròu) Kotokan à pulpe rouge,
- 虎頭柑一般 (Hǔ tóu gān yībān) Mandarine à Tête de tigre commune[12].

Un cultivar C. kotokan cv. 'Asahikan' a été hybridé avec  C. paradisi cv. 'Duncan' à la station de recherche de Soukhoumi (1984).

### Composants fonctionnels
Survey of Phenolic Compounds Produced in Citrus (1998) donne chez C. kotokan 3 glycosides de flavanone : ériocitrine, hespéridine, narirutine.
Masao Nishiura et al. (1971) définissent un groupe à composants dominants hespéridine, narirutine et ériocitrine comprenant C. iwaikan = Citrus aurantium, junos, kotokan, sudachi, sulcata, tamurana, yamabuki, yuko. De là ils établissent une classification avec kotokan dans les Céphalocitrus, subsp. Decumana aux côtés de C. pseudogulgul, C. maxima et C. truncata. Shintaro Kamiya et Sachiko Esaki (1971) le rapproche de C. iwaikan  = Citrus aurantium et de C. tengu.

## Huile essentielle
En 1935 La Parfumerie moderne donne une description toujours utile: «densité à 15 °C : 0,8460; indice de réfraction: 1,4719, indice d’éther après acétylation: 12,70, indice d’éther: 6,25. Plus des 95 % de l’essence sont constitués de d-limonène, mais l’odeur caractéristique de l’essence est due à la présence d’aldéhydes et principalement d’octyl et de décylaldéhyde, d’alcools principalement d’α-terpinéol et de l’éther acétique du limonène».
Au Japon, Yoko Takei (1985) dans sa comparaison des confitures d'agrumes écrit «Les flavedos et marmelades fraîches d'Anseikan, Natsukan, Hassaku ou de Kotokan avaient un arôme d'agrumes frais qui contenait des hydrocarbures terpénoïdes volatils comme le limonène, le myrcène, etc.», il donne ensuite une comparaison des contenus en composés volatils avec un niveau élevé (2,7 %) de myrcène.
S. Shakhnoza (2012) donne pour l'HE et par ordre d-limonène (90 %), α-pinène, α-terpinène, β-phellandrène, α-terpinéol, octylaldéhyde, décylaldéhyde, éther méthylique d'acide méthylantranilique profil qui évoque C. aurantium (la bigarade).